# Armadillo Run
Armadillo Run — логическая игра, основанная на симуляции реальной физики и напоминающая по геймплею одновременно игру Bridge Builder и The Incredible Machine. В Armadillo Run нужно выстраивать путь для перемещения по нему объекта. В данном случае в роли катящегося по выстроенным игроком конструкциям мячика выступает свернувшийся клубком броненосец. Цель игры состоит в том, чтобы помочь ему добраться домой, к любимому телевизору. Для достижения этой цели маленького броненосца нужно провести через 11 тренировочных, 50 основных и 10 усложнённых уровней.

## Геймплей
Путь броненосца можно создавать, отталкиваясь от опорных точек и от уже созданных дизайнером уровня участков пути. Конечная цель броненосца — сфера телепортации голубого цвета, внутри которой он должен оставаться 5 секунд, чтобы уровень считался пройденным.
В процессе создания пути время остановлено, но для того, чтобы броненосец достиг цели, нужно после того, как путь создан, запустить время. При этом игрок перестаёт как-либо влиять на события и может лишь наблюдать, как броненосец перемещается под влиянием силы тяжести и других воздействий, заданных игроком при конструировании пути.
В игре действует реалистичная физика, материалы рвутся из-за чрезмерного растяжения или сжатия.
Созданные сложные механизмы напоминают машины Голдберга.

### Материалы
- Верёвка (две параллельные верёвки) /коричневая/
- Полоса ткани /синяя/
- Две металлические трубки /светло-серые/
- Металлический лист /тёмно-серый/
- Две резинки (очень хорошо растягиваются) /оранжевые/
- Полоса резины (очень упругая) /чёрная/
- Ракета (создаёт реактивную тягу) /красная/

### Физическая модель
Через полые элементы (резинки, верёвки, трубки) могут проскакивать как сам броненосец, так и одинарные элементы.
В игре можно изменять не только расположение материалов, но и их физические характеристики (жесткость, упругость), а также уничтожать отдельные элементы по таймеру.
Отличительной чертой Armadillo Run стали ракеты — особые элементы, способные самостоятельно двигаться и воздействовать на прочие. С их помощью можно уничтожить часть конструкции, установленной создателем уровня, а также переместить детали или самого броненосца в другое место.
Движок игры позволяет создавать такие сложные конструкции, как качели, блок, лифт с реактивной тягой, ременная передача, система шестерёнок, катапульта и др.

### Течение игры
Основным лимитирующим фактором являются деньги, отпущенные на создание уровня, вторичным — точки, на которые опирается конструкция.
Множество путей прохождения одного и того же уровня и возможность создавать свои собственные уровни делают игру увлекательной и интересной. Но, хотя каждый игрок проходит уровень по-своему, одному и тому же человеку пройти уровень разными способами довольно сложно.
Хотя строительство и действие идёт только в одной плоскости (в отличие от Bridge Builder), камеру можно свободно поворачивать в обеих плоскостях на 180°, а также приближать и отдалять её.
В ходе углублённого изучения игры было замечено, что некоторые элементы при их очень близком расположении ведут себя вопреки законам физики. Возникшая при взаимодействии избыточная кинетическая энергия помогает решить задачу невероятным образом. Это различного рода крутилки, отбойные молотки, которые перемещают броненосца на огромные расстояния или продавливают его сквозь металлические листы без больших капиталовложений.